# Selecció de futbol d'Hongria
La Selecció de futbol d'Hongria és l'equip representatiu del país en les competicions oficials. La seva organització està a càrrec de la Federació Hongaresa de Futbol (en hongarès: Magyar Labdarúgó Szövetség), pertanyent a la UEFA.
La selecció hongaresa de futbol ha arribat en dues oportunitats a la final de la Copa del Món de Futbol. En 1938 va ser derrotada per Itàlia per 4:2, i en 1954 va ser derrotada 3:2 per Alemanya Federal, a pesar d'haver-la derrotada 8:3 en la primera fase d'aquell torneig.
El seu primer partit, davant Àustria a Viena, el 1902 va ser el primer partit internacional jugat per dos equips europeus no-britànics. A més es donava la particularitat que ambdós eren els integrants de l'Imperi Austrohongarès, on les seleccions anaven per regions, com en el Regne Unit, i la rivalitat era màxima.

## Participacions en la Copa del Món
Campions      Finalistes      Tercers      Quarts
| Historial a la Copa del Món | Historial a la Copa del Món | Historial a la Copa del Món | Historial a la Copa del Món | Historial a la Copa del Món | Historial a la Copa del Món | Historial a la Copa del Món | Historial a la Copa del Món | Historial a la Copa del Món |
| Edició                      | Ronda                       | Posició                     | PJ                          | PG                          | PE                          | PP                          | GF                          | GC                          |
| --------------------------- | --------------------------- | --------------------------- | --------------------------- | --------------------------- | --------------------------- | --------------------------- | --------------------------- | --------------------------- |
| 1930                        | No hi participà             | No hi participà             | No hi participà             | No hi participà             | No hi participà             | No hi participà             | No hi participà             | No hi participà             |
| 1934                        | Quarts de final             | 6s                          | 2                           | 1                           | 0                           | 1                           | 5                           | 4                           |
| 1938                        | Finalistes                  | 2s                          | 4                           | 3                           | 0                           | 1                           | 15                          | 5                           |
| 1950                        | No hi participà             | No hi participà             | No hi participà             | No hi participà             | No hi participà             | No hi participà             | No hi participà             | No hi participà             |
| 1954                        | Finalistes                  | 2s                          | 5                           | 4                           | 0                           | 1                           | 27                          | 10                          |
| 1958                        | Primera fase                | 10s                         | 4                           | 1                           | 1                           | 2                           | 7                           | 5                           |
| 1962                        | Quarts de final             | 5s                          | 4                           | 2                           | 1                           | 1                           | 8                           | 3                           |
| 1966                        | Quarts de final             | 6s                          | 4                           | 2                           | 0                           | 2                           | 8                           | 7                           |
| 1970                        | No es classificà            | No es classificà            | No es classificà            | No es classificà            | No es classificà            | No es classificà            | No es classificà            | No es classificà            |
| 1974                        | No es classificà            | No es classificà            | No es classificà            | No es classificà            | No es classificà            | No es classificà            | No es classificà            | No es classificà            |
| 1978                        | Primera fase                | 15s                         | 3                           | 0                           | 0                           | 3                           | 3                           | 8                           |
| 1982                        | Primera fase                | 14s                         | 3                           | 1                           | 1                           | 1                           | 12                          | 6                           |
| 1986                        | Primera fase                | 18s                         | 3                           | 1                           | 0                           | 2                           | 2                           | 9                           |
| 1990                        | No es classificà            | No es classificà            | No es classificà            | No es classificà            | No es classificà            | No es classificà            | No es classificà            | No es classificà            |
| 1994                        | No es classificà            | No es classificà            | No es classificà            | No es classificà            | No es classificà            | No es classificà            | No es classificà            | No es classificà            |
| 1998                        | No es classificà            | No es classificà            | No es classificà            | No es classificà            | No es classificà            | No es classificà            | No es classificà            | No es classificà            |
| 2002                        | No es classificà            | No es classificà            | No es classificà            | No es classificà            | No es classificà            | No es classificà            | No es classificà            | No es classificà            |
| 2006                        | No es classificà            | No es classificà            | No es classificà            | No es classificà            | No es classificà            | No es classificà            | No es classificà            | No es classificà            |
| 2010                        | No es classificà            | No es classificà            | No es classificà            | No es classificà            | No es classificà            | No es classificà            | No es classificà            | No es classificà            |
| 2014                        | No es classificà            | No es classificà            | No es classificà            | No es classificà            | No es classificà            | No es classificà            | No es classificà            | No es classificà            |
| 2018                        | No es classificà            | No es classificà            | No es classificà            | No es classificà            | No es classificà            | No es classificà            | No es classificà            | No es classificà            |
| 2022                        | No es classificà            | No es classificà            | No es classificà            | No es classificà            | No es classificà            | No es classificà            | No es classificà            | No es classificà            |
| 2026                        | Pendent                     | Pendent                     | Pendent                     | Pendent                     | Pendent                     | Pendent                     | Pendent                     | Pendent                     |
| 2030                        | Pendent                     | Pendent                     | Pendent                     | Pendent                     | Pendent                     | Pendent                     | Pendent                     | Pendent                     |
| 2034                        | Pendent                     | Pendent                     | Pendent                     | Pendent                     | Pendent                     | Pendent                     | Pendent                     | Pendent                     |
| Total                       | Finalistes                  | Finalistes                  | 32                          | 15                          | 3                           | 14                          | 87                          | 57                          |

## Participacions en l'Eurocopa
- 1960 - No es classificà
- 1964 - Semifinals - 3r lloc
- 1968 - No es classificà
- 1972 - Semifinals - 4t lloc
- Des de 1976 a 2012 - No es classificà
- 2016 - Vuitens de final
- 2020 - Primera fase
- 2024 - Primera fase

## Jugadors
Va anunciar el seu equip definitiu que participar en l'Eurocopa 2016.
| Dorsal | Posició | Jugador             | Data de naixement/edat | Partits | Gols | Club               |
| ------ | ------- | ------------------- | ---------------------- | ------- | ---- | ------------------ |
| 1      | POR     | Gábor Király        | 1 d'abril de 1976      | 103     | 0    | Haladás            |
| 2      | DEF     | Ádám Lang           | 17 de gener de 1993    | 11      | 0    | Videoton           |
| 3      | DEF     | Mihály Korhut       | 1 de desembre de 1988  | 4       | 0    | Debrecen           |
| 4      | DEF     | Tamás Kádár         | 14 de març de 1990     | 30      | 0    | Lech Poznań        |
| 5      | DEF     | Attila Fiola        | 17 de febrer de 1990   | 15      | 0    | Puskás Akadémia    |
| 6      | MIG     | Ákos Elek           | 21 de juliol de 1988   | 38      | 1    | Diósgyőri VTK      |
| 7      | DAV     | Balázs Dzsudzsák    | 23 de desembre de 1986 | 78      | 18   | Bursaspor (capità) |
| 8      | MIG     | Ádám Nagy           | 17 de juny de 1995     | 8       | 0    | Ferencváros        |
| 9      | DAV     | Ádám Szalai         | 9 de desembre de 1987  | 32      | 8    | Hannover 96        |
| 10     | DAV     | Zoltán Gera         | 22 d'abril de 1979     | 89      | 24   | Ferencváros        |
| 11     | DAV     | Krisztián Németh    | 5 de gener de 1989     | 24      | 3    | Al-Gharafa         |
| 12     | POR     | Dénes Dibusz        | 16 de novembre de 1990 | 4       | 0    | Ferencváros        |
| 13     | DAV     | Dániel Böde         | 24 d'octubre de 1986   | 12      | 4    | Ferencváros        |
| 14     | MIG     | Gergő Lovrencsics   | 1 de setembre de 1988  | 12      | 1    | Lech Poznań        |
| 15     | MIG     | László Kleinheisler | 8 d'abril de 1994      | 5       | 1    | Werder Bremen      |
| 16     | DEF     | Ádám Pintér         | 12 de juny de 1988     | 21      | 0    | Ferencváros        |
| 17     | DAV     | Nemanja Nikolić     | 31 de desembre de 1987 | 18      | 3    | Legia Warsaw       |
| 18     | MIG     | Zoltán Stieber      | 16 d'octubre de 1988   | 12      | 2    | 1. FC Nürnberg     |
| 19     | DAV     | Tamás Priskin       | 27 de setembre de 1986 | 56      | 17   | Slovan Bratislava  |
| 20     | DEF     | Richárd Guzmics     | 16 d'abril de 1987     | 14      | 1    | Wisła Kraków       |
| 21     | DEF     | Barnabás Bese       | 6 de maig de 1994      | 1       | 0    | MTK Budapest       |
| 22     | POR     | Péter Gulácsi       | 6 de maig de 1990      | 3       | 0    | RB Leipzig         |
| 23     | DEF     | Roland Juhász       | 1 de juliol de 1983    | 91      | 6    | Videoton           |

## Jugadors històrics[calcitació]
- Flórián Albert
- Ferenc Bene
- József Bozsik
- Zoltán Czibor
- Nándor Hidegkuti
- Sándor Kocsis
- Tibor Nyilasi
- Ferenc Puskás
- György Sárosi
- Imre Schlosser
- Lajos Tichy
- Gyula Zsengellér
- Lázló Kubala
- Franz Platko